# Myreagre Mølle
Myreagre Mølle (Myreagre Vindmølle) er en hvidkalket tårnmølle 3 km øst for Aakirkeby på Bornholm. Den blev bygget i 1865, og var i drift indtil 1970.

## Beskrivelse
Møllen var oprindelig en kornmølle, men i 1925, blev der også oprettet bageri ved møllen. I 1921 blev møllen moderniseret med vindrose og selvjusterende sejl, og i 1926 blev en 14 hk Hornsby råoliemotor installeret. I 1971, blev vinger og sejl fornyet og møllen var intakt og funktionsdygtig, men de gamle kværne og sigter bruges ikke mere. Det ottekantede tårn (rundt på indersiden) er bygget af sandsten og hatten dækket med tagpap. Der er stadig en fungerende maskine i maskinrummet, men vedligeholdelsen har i de senere år været mangelfuld.

## Eksterne kilder og henvisninger
- Wikimedia Commons har flere filer relateret til Myreagre Mølle

1. ↑  "Myreagre Mølle", Den Store Danske. Hentet 5 November 2012.
2. 1 2  "Sag: Myreagre Mølle", Fredede & Bevaringsværdige Bygninger, Kulturarv. Hentet 5. November 2012.
3. ↑  "Myreagre mølle" Arkiveret 11. september 2016 hos  Wayback Machine, Bornholms Museum. hentet 7. september 2016.

55°04′08″N 14°57′56″Ø / 55.06889°N 14.96556°Ø